# Darabani
Darabani (pronunciat en romanès: [daraˈbanʲ]) és una ciutat del comtat de Botoșani, a l'oest de Moldàvia, Romania, i és la ciutat més septentrional de Romania. Administra tres pobles: Bajura, Eșanca i Lișmănița. Té una població de 9893 habitants el 2011.
La ciutat està situada a la part nòrdica de la Plana Moldava travessada dels rius Prut i Podriga. El punt més alt mesura 260 metres sobre el nivell de la mar-turó Teioasa.
Darabani està situat a 70 km nord de la capçalera del districte-Botoşani i 35 km nord-est de la ciutat de Dorohoi.
La ciutat gaudeix d'una clima temperat-continental. A través de l'observacions registrades de l'estació meteorològica de Darabani s'observa que el clima local està determinat per les masses d'aire d'origen nord-oest d'origen marítim, fresques i humides a la primavera, calents-tropicals a l'estiu i fredes-polars a l'hivern. La temperatura mitjana anual és de 8,4° C, les precipitacions mitjanes anuals són de 500mm i la mitjana dels dies amb neu són de 37,7 a l'any.
La zona és un escenari de la sèrie de televisió Amazon Studios de 2019 que es diu Hanna i té un paper important en el desenvolupament del personatge principal d’aquesta sèrie.